# Nora (Eritreia)
Nora (também ocasionalmente escrita Norah) é uma ilha no Mar Vermelho, no Arquipélago de Dalaque (Eritreia). Tem uma área de 105,15 km².